# Arawan
Arawan ist ein großes Dorf im Ferghanatal im Rajon Arawan im Oblus Osch, Kirgisistan, Zentralasien mit 34.648 Einwohnern.

## Geographie
Es liegt etwa 25 km westlich von Osch, am Fluss Arawansai. Es ist der Verwaltungssitz des Rajon Arawan. In der Nähe befindet sich die Höhle Tschil Ustun.

## Geschichte
Das Dorf wurde 1870 gegründet. Der Name kommt entweder von arabisch araban (Ort, an dem sich Araber niederließen) oder vom persischen aburawan (abu – Wasser, ravan – klares Wasser).

## Söhne und Töchter des Ortes
- Schamil Abbjassow (* 1957), kirgisischer  Weit- und Dreispringer